# C. J. Graham
C. J. Graham (Seattle, 26 de fevereiro de 1957) é um ator norte-americano mais conhecido por interpretar Jason Voorhees em Friday the 13th Part VI: Jason Lives, o sexto filme da franquia Friday the 13th.

## Carreira

### Friday the 13th Part VI: Jason Lives
Antes de trabalhar no cinema, Graham prestou o serviço militar por quatro anos, começou sua carreira na indústria de cassinos e algum tempo depois passou a administrar casas noturnas. Em 1985, ele gerenciava uma boate-restaurante em Glendale, Califórnia, quando foi convidado a fazer uma apresentação, caracterizado como Jason Voorhees, no estabelecimento. A interpretação de Graham impressionou o público presente, que incluía integrantes da equipe de maquiagem que trabalhou em Friday the 13th: A New Beginning. Na ocasião, ele foi informado de que a produção o contactaria caso um novo filme da série Friday the 13th fosse feito. Dois meses depois, a Paramount Studios o chamou para fazer um teste para Friday the 13th Part VI: Jason Lives. Com 1,98 metros de altura e pesando 110 quilos, ele foi considerado perfeito para o papel pela maior parte da equipe, mas acabou dispensado temporariamente por não ter experiência na tela.
No início das filmagens, o produtor Frank Mancuso Jr. não gostou do desempenho do dublê escolhido para interpretar Jason, Dan Bradley, que foi dispensado em seu primeiro dia de gravações. Bradley filmou apenas o momento que envolve um grupo de jogadores de paintball e Graham foi escalado para fazer todas as demais cenas de Jason. Como o personagem não tinha falas, ele foi tecnicamente contratado como dublê, o que implica que ele recebeu seu pagamento em função de cada uma das cenas que fez. Ele prezava pela manutenção de sua boa forma física durante a produção, a fim de propiciar a Jason um aspecto sempre poderoso e imponente.
Assim como Ted White, intérprete de Jason em Friday the 13th: The Final Chapter, Graham usou a técnica de manter-se longe dos colegas de elenco para que, no momento da filmagem, fossem obtidas reações de medo mais autênticas. Ele realizou diversas acrobacias arriscadas, como ficar com o corpo em chamas, atravessar paredes, resistir a projéteis de espingarda cenográficos e, para os registros finais, atuar próximo ao fundo de uma piscina olímpica coberta por lona, dispondo-se a ser aprisionado por correntes reais na água a uma temperatura muito baixa. Ele comentou: "Quando a adrenalina está presente, a temperatura da água não te incomoda mais".

### Outros trabalhos
Graham reinterpretou Jason no videoclipe da canção "He's Back (The Man Behind the Mask)", de Alice Cooper, escrita para a trilha sonora de Jason Lives; o vídeo mescla trechos de cenas do filme com novas filmagens. Ele seguiu fazendo alguns comerciais e, em 1991, apareceu na comédia de terror Highway to Hell no papel do antagonista principal, um policial demoníaco chamado Hell Cop; nesse longa-metragem, ele contracenou com Chad Lowe e Ben Stiller. Depois desse filme, Graham voltou ao negócio dos cassinos, estabelecendo-se em Las Vegas e, posteriormente, na Califórnia. Kane Hodder, amigo do ator e seu sucessor no papel de Jason, comentou em 2004 que Graham teve a chance de repetir o papel em Freddy vs. Jason (2003). Na época, os produtores decidiram substituir Hodder depois dos quatro filmes que ele fez como Jason, e o gerente de Graham queria que este fizesse novamente um teste para o papel; Graham recusou por considerar injusta a decisão da New Line Cinema de excluir Hodder.
Graham afirmou que interpretar Jason foi uma das melhores experiências de sua carreira e que, caso lhe oferecessem um roteiro que "fizesse sentido", ele não hesitaria em assumir novamente o papel. Também costuma visitar convenções de terror para conhecer seus fãs. No final da década de 2010, aposentou-se do trabalho com cassinos e voltou a se envolver em projetos cinematográficos relacionados à franquia Friday the 13th. Ele interpretou Elias Voorhees, o pai de Jason, no fan film Friday the 13th: Vengeance (2019), uma sequência não oficial do filme de 1986; Tom McLoughlin, diretor de Jason Lives, também fez parte da equipe como consultor. Graham participou ainda de 13 Fanboy, um projeto de terror que reúne vários atores e atrizes que já apareceram na série Friday the 13th.

## Filmografia

### Cinema
| Ano  | Título                                                            | Papel                    | Notas                                | Ref.         |
| ---- | ----------------------------------------------------------------- | ------------------------ | ------------------------------------ | ------------ |
| 1986 | Friday the 13th Part VI: Jason Lives                              | Jason Voorhees           |                                      | [ 1 ]        |
| 1988 | Friday the 13th Part VII: The New Blood                           | Jason Voorhees           | Prólogo (filmagem de arquivo)        | [ 13 ]       |
| 1991 | Highway to Hell                                                   | Hell Cop/Sgt. Bedlam     |                                      | [ 9 ] [ 14 ] |
| 2004 | The Friday the 13th Chronicles                                    | Ele mesmo                | Documentário                         | [ 15 ]       |
| 2013 | Crystal Lake Memories: The Complete History of Friday the 13th    | Ele mesmo/Jason Voorhees | Documentário                         | [ 16 ]       |
| 2018 | Friday the 13th Part 3: The Memoriam Documentary                  | Ele mesmo                | Documentário                         | [ 17 ]       |
| 2019 | Steve Dash: Husband, Father, Grandfather - A Memorial Documentary | Ele mesmo                | Documentário de curta-metragem       | [ 18 ]       |
| 2019 | Friday the 13th: Vengeance                                        | Elias Voorhees           | Sequência não oficial de Jason Lives | [ 11 ]       |

### Televisão
| Ano  | Título                                          | Papel     | Notas            | Ref.   |
| ---- | ----------------------------------------------- | --------- | ---------------- | ------ |
| 2009 | His Name Was Jason: 30 Years of Friday the 13th | Ele mesmo | Teledocumentário | [ 19 ] |

### Vídeo musical
| Ano  | Título                                | Artista      | Papel          | Ref.  |
| ---- | ------------------------------------- | ------------ | -------------- | ----- |
| 1986 | "He's Back (The Man Behind the Mask)" | Alice Cooper | Jason Voorhees | [ 8 ] |